# لا رومانا
لا رومانا هي بلدية في جمهورية الدومينيكان، تتبع محافظة لا رومانا، بلغ عدد سكانها 202٬488 نسمة، تبلغ مساحتها 185٫52 كيلومتر مربع.

## المناخ
يظهر الجدول التالي التغييرات المناخية على مدار السنة للا رومانا:
| البيانات المناخية لـلا رومانا                  | البيانات المناخية لـلا رومانا | البيانات المناخية لـلا رومانا | البيانات المناخية لـلا رومانا | البيانات المناخية لـلا رومانا | البيانات المناخية لـلا رومانا | البيانات المناخية لـلا رومانا | البيانات المناخية لـلا رومانا | البيانات المناخية لـلا رومانا | البيانات المناخية لـلا رومانا | البيانات المناخية لـلا رومانا | البيانات المناخية لـلا رومانا | البيانات المناخية لـلا رومانا | البيانات المناخية لـلا رومانا |
| الشهر                                          | يناير                         | فبراير                        | مارس                          | أبريل                         | مايو                          | يونيو                         | يوليو                         | أغسطس                         | سبتمبر                        | أكتوبر                        | نوفمبر                        | ديسمبر                        | المعدل السنوي                 |
| ---------------------------------------------- | ----------------------------- | ----------------------------- | ----------------------------- | ----------------------------- | ----------------------------- | ----------------------------- | ----------------------------- | ----------------------------- | ----------------------------- | ----------------------------- | ----------------------------- | ----------------------------- | ----------------------------- |
| الدرجة القصوى °م (°ف)                          | 34.8 (94.6)                   | 33.0 (91.4)                   | 34.0 (93.2)                   | 35.0 (95.0)                   | 35.0 (95.0)                   | 36.6 (97.9)                   | 36.8 (98.2)                   | 37.0 (98.6)                   | 37.6 (99.7)                   | 37.7 (99.9)                   | 34.2 (93.6)                   | 33.8 (92.8)                   | 37.7 (99.9)                   |
| متوسط درجة الحرارة الكبرى °م (°ف)              | 29.7 (85.5)                   | 30.0 (86.0)                   | 30.5 (86.9)                   | 30.9 (87.6)                   | 31.2 (88.2)                   | 32.0 (89.6)                   | 32.7 (90.9)                   | 32.6 (90.7)                   | 32.2 (90.0)                   | 31.8 (89.2)                   | 30.8 (87.4)                   | 29.9 (85.8)                   | 31.2 (88.2)                   |
| متوسط درجة الحرارة الصغرى °م (°ف)              | 19.5 (67.1)                   | 19.5 (67.1)                   | 19.8 (67.6)                   | 20.5 (68.9)                   | 22.0 (71.6)                   | 22.9 (73.2)                   | 23.2 (73.8)                   | 23.2 (73.8)                   | 22.9 (73.2)                   | 22.6 (72.7)                   | 21.6 (70.9)                   | 20.2 (68.4)                   | 21.5 (70.7)                   |
| أدنى درجة حرارة °م (°ف)                        | 14.0 (57.2)                   | 15.0 (59.0)                   | 15.5 (59.9)                   | 15.0 (59.0)                   | 16.9 (62.4)                   | 20.0 (68.0)                   | 20.8 (69.4)                   | 20.8 (69.4)                   | 19.5 (67.1)                   | 19.7 (67.5)                   | 17.4 (63.3)                   | 15.0 (59.0)                   | 14.0 (57.2)                   |
| معدل هطول الأمطار مم (إنش)                     | 32.7 (1.29)                   | 27.8 (1.09)                   | 27.5 (1.08)                   | 45.2 (1.78)                   | 91.0 (3.58)                   | 57.0 (2.24)                   | 60.9 (2.40)                   | 105.2 (4.14)                  | 116.8 (4.60)                  | 164.6 (6.48)                  | 96.2 (3.79)                   | 47.6 (1.87)                   | 872.5 (34.35)                 |
| متوسط الأيام الممطرة (≥ 1.0 mm)                | 4.6                           | 4.3                           | 4.2                           | 5.1                           | 7.4                           | 6.0                           | 6.5                           | 8.1                           | 8.6                           | 9.7                           | 8.3                           | 5.7                           | 78.5                          |
| المصدر: الإدارة الوطنية للمحيطات والغلاف الجوي |                               |                               |                               |                               |                               |                               |                               |                               |                               |                               |                               |                               |                               |

## أعلام
- غابرييل هيرنانديز
- لويس سانتانا
- تانيا ميدينا
- فرناندو أورينا
- خافيير فورتونا
- بيدرو نولاسكو